# 洛达尼拜奈
洛达尼拜奈，是匈牙利南部巴奇-基什孔州所辖的一个村，总面积40.74平方公里，总人口1701，人口密度42人/平方公里（2002年）。地理坐标为47°02′N 19°27′E。